# 3-环己氨基丙磺酸
3-环己氨基丙磺酸（也称为N-环己基-3-氨基乙磺酸，缩写CHPS）是一种含氮有机硫化合物，常在生物化学中用作缓冲溶液，pH通常为9.7-11.1。类似的化合物还有N-环己基-2-羟基-3-氨基乙磺酸（N-cyclohexyl-2-hydroxyl-3-aminopropanesulfonic acid，缩写CHPSO）也在生物化学中用作缓冲溶液。